# Adelheid van Auxerre (1254-1290)
Adelheid van Auxerre (circa 1254 - 1290) was van 1262 tot aan haar dood gravin van Auxerre. Ze behoorde tot het oudere huis Bourgondië.

## Levensloop
Adelheid was een dochter van graaf Odo van Nevers, zoon van hertog Hugo IV van Bourgondië, en vrouwe Mathilde II van Bourbon. Na het overlijden van haar moeder erfde ze in 1262 het graafschap Auxerre. 
Op 1 november 1268 huwde ze in Lantenay met Jan van Chalon (1243-1309), heer van Rochefort en zoon van graaf Jan I van Chalon. Ze kregen een zoon:
- Willem (overleden in 1304), graaf van Auxerre

In 1290 stierf Adelheid.